# Velečín
Velečín (německy Weletschin) je obec v severní části okresu Plzeň-sever v Plzeňském kraji. V obci, která zahrnuje i Ostrovec, žije 65 obyvatel.

## Historie
První písemná zmínka o Velečínu je z roku 1296. Po polovině 16. století byl součástí rabštejnského panství rodu Šliků. Od roku 1578 patřil Velečín rodu Libštejnských z Kolovrat. V roce 1600 Mikuláš Libštejnský prodal ves Jiřímu Chotkovi ze Žihle, ale jeho panství bylo roku 1621 zkonfiskováno císařem Ferdinandem II. za Chotkovu účast na stavovském povstání. Následujícího roku koupil panství Heřman Černín z Chudenic a připojil jej k petrohradskému panství.
Po zrušení patrimoniální správy se Velečín spolu s Ostrovcem stal samostatnou obcí. Občan Wenzel Tauber odkázal 1 200 zlatých na stavbu školy. Nejprve v roce 1885 vznikla v domě čp. 3 pobočka obecné školy v Blatně, na podzim téhož roku začala výstavba školní budovy, která byla dokončena následující léto. Dne 1. ledna 1887 se z pobočky stala samostatná obecná škola. V roce 1903 byla na železniční trati zřízena zastávka. Původní obyvatelé německé národnosti byli v roce 1946 vysídleni.

## Přírodní poměry
Velečín leží v rovinatém terénu čtyři kilometry severovýchodně od Žihle na železniční trati Plzeň–Žatec, v nadmořské výšce 436–452 metrů. Sousedí na severu s Blatnem, na východě s Ostrovcem a na jihozápadě s Pastuchovicemi. Severně od vsi protéká Podvinecký potok, na kterém je Velečínský rybník. Východně od vsi začíná přírodní park Jesenicko.
Asi půl kilometru jižně od vesnice se nachází opuštěná těžebna s polohami jílovitých prachovců a jemně až středně zrnitých pískovců. Prachovce se usazovaly na dnech hlubokého jezera s nedostatkem kyslíku. Nad prachovci se nachází vrstvy pískovců, v jejichž spodní části jsou patrné až několik centimetrů velké úlomky fuzitu. Obě horniny jsou charakteristické bohatými paleobotanickými nálezy s převládajícími kapradinami a jehličnany. K výjimečným nálezům patří vaječná pouzdra žraloků Palaeoxyris cf. appendiculata nebo zub žraloka z čeledi Xenacanthidae.

## Obyvatelstvo
Při sčítání lidu v roce 1921 ve vsi žilo 166 obyvatel (z toho 82 mužů), z nichž bylo devět Čechoslováků a 157 Němců. Kromě jednoho evangelíka se hlásili k římskokatolické církvi. Podle sčítání lidu z roku 1930 měla vesnice 194 obyvatel: osmnáct Čechoslováků a 176 Němců. Všichni byli římskými katolíky.
| Rok            | 1869 | 1880 | 1890 | 1900 | 1910 | 1921 | 1930 | 1950 | 1961 | 1970 | 1980 | 1991 | 2001 | 2011 | 2021 |
| -------------- | ---- | ---- | ---- | ---- | ---- | ---- | ---- | ---- | ---- | ---- | ---- | ---- | ---- | ---- | ---- |
| Počet obyvatel | 267  | 264  | 244  | 239  | 264  | 279  | 310  | 179  | 166  | 142  | 108  | 73   | 69   | 58   | 80   |
| Počet domů     | 46   | 49   | 49   | 50   | 49   | 53   | 68   | 63   | 49   | 48   | 39   | 54   | 58   | 24   | 64   |

## Obecní správa
Mezi lety 1869–1980 Velečín byl obcí v okrese Podbořany (1869–1950) a později v okrese Plzeň-sever. Od 1. července 1980 do 31. prosince 1991 patřil jako část obce k Žihli a od 1. ledna 1992 je opět samostatnou obcí. V letech 1961–1980 k obci patřily i Pastuchovice.

## Pamětihodnosti
Na rozsáhlé návsi byl v letech 1868–1869 za přispění obce a z příspěvků manželů Wenzela a Rosalie Tauberových postaven pseudogotický kostel Jména Panny Marie. Kostel byl však zbořen – s výjimkou věže – v sedmdesátých letech 20. století, na místě jeho lodi a presbytáře dnes stojí budova obecního úřadu. U kostela byla také v 19. století vybudována malá zděná výklenková kaplička a památník Wenzela Taubera, který přispěl na stavbu kostela i obecní školy.
U železničního přejezdu silnice na Ostrovec je v trávníku usazen nevelký kruhový pískovcový kámen s téměř setřeným reliéfem berličkového kříže. Dosahuje rozměrů zhruba 80 × 90 centimetrů. Datum jeho vzniku ani jeho původ není známý. Předpokládá se, že pochází ze středověku a představuje smírčí kříž nebo hraniční kámen. Od 27. prosince 1993 je chráněný jako kulturní památka. V jeho blízkosti stojí pamětní kříž z 19. století.
V poli západně od obce leží pozůstatky božích muk. Na hřbitově při východním okraji obce je umístěn památník šesti obětí pochodu smrti, který obcí procházel z Johanngeorgenstadtu počátkem května roku 1945.